# Farbe bekennen (ARD-Sendung)
Farbe bekennen (Eigenschreibweise farbe bekennen) ist eine Interviewreihe der deutschen Fernsehsender Das Erste und tagesschau24, mit je einem Politiker, der zu aktuellen Ereignissen und Entwicklungen Stellung nimmt. Die Sendung wurde erstmals am 12. November 1990 gesendet. Moderiert wird die Reihe zurzeit vom ARD-Chefredakteur Oliver Köhr und dem Leiter des ARD-Hauptstadtstudios, Markus Preiß.

## Bisherige Ausgaben
| Sendedatum         | Gast                            | Sendebeginn und Dauer                                                         |
| ------------------ | ------------------------------- | ----------------------------------------------------------------------------- |
| 12. November 1990  | Oskar Lafontaine                | 62 Minuten um 21:35 Uhr                                                       |
| 14. November 1990  | Helmut Kohl                     | 69 Minuten                                                                    |
| 29. Mai 1991       | Björn Engholm                   | ?                                                                             |
| 7. August 1991     | Helmut Kohl                     | 29 Minuten                                                                    |
| 17. August 1991    | ?                               | 28 Minuten                                                                    |
| 12. November 1991  | Hans-Ulrich Klose               | 15 Minuten um 20:15 Uhr                                                       |
| 15. Januar 1992    | Helmut Kohl                     | 26 Minuten; innerhalb der Sendung ARD-Brennpunkt                              |
| 14. Mai 1992       | Monika Wulf-Mathies             | 17 Minuten um 20:15 Uhr                                                       |
| 7. Dezember 1992   | ?                               | 22 Minuten                                                                    |
| 6. Januar 1993     | Klaus Kinkel                    | 15 Minuten                                                                    |
| 8. März 1993       | Björn Engholm                   | 15 Minuten                                                                    |
| 13. März 1993      | Theo Waigel                     | 15 Minuten                                                                    |
| 25. Juni 1993      | Rudolf Scharping                | 15 Minuten                                                                    |
| 16. Dezember 1993  | Edmund Stoiber                  | 15 Minuten                                                                    |
| 8. April 1994      | Helmut Kohl                     | 27 Minuten um 21:45 Uhr                                                       |
| 25. Mai 1994       | Rudolf Scharping                | 23 Minuten um 22:00 Uhr                                                       |
| 27. Juni 1994      | Klaus Kinkel                    | 15 Minuten um 21:40 Uhr                                                       |
| 8. Dezember 1994   | Helmut Kohl                     | 32 Minuten um 21:30 Uhr                                                       |
| 12. Dezember 1994  | Klaus Kinkel                    | 15 Minuten um 21:30 Uhr                                                       |
| 20. April 1995     | Helmut Kohl                     | 30 Minuten um 22:05 Uhr                                                       |
| 16. Mai 1995       | Jürgen Klinsmann                | 20 Minuten um 20:20 Uhr                                                       |
| 26. Juni 1995      | Gerhard Schröder                | 15 Minuten um 21:00 Uhr                                                       |
| 4. Juli 1995       | Johannes Rau                    | 15 Minuten um 21:05 Uhr                                                       |
| 18. September 1995 | Rudolf Scharping                | 15 Minuten um 21:05 Uhr                                                       |
| 16. Oktober 1995   | Franz Müntefering               | 15 Minuten um 21:00 Uhr                                                       |
| 18. Januar 1996    | Theo Waigel                     | 15 Minuten um 23:15 Uhr                                                       |
| 12. März 1996      | Joschka Fischer                 | 15 Minuten um 21:35 Uhr                                                       |
| 28. März 1996      | Hans-Olaf Henkel                | 5 Minuten um 21:35 Uhr                                                        |
| 18. Juni 1996      | Helmut Kohl                     | 30 Minuten um 22:00 Uhr                                                       |
| 27. Juni 1996      | Oskar Lafontaine                | 21 Minuten um 21:35 Uhr                                                       |
| 7. August 1996     | Benjamin Netanjahu              | 19 Minuten um 23:05 Uhr                                                       |
| 19. September 1996 | Jassir Arafat                   | 17 Minuten um 23:45 Uhr                                                       |
| 28. Oktober 1996   | Theo Waigel                     | 15 Minuten um 21:30 Uhr                                                       |
| 14. Januar 1997    | Alexander Lebed                 | 15 Minuten um 21:55 Uhr                                                       |
| 29. Januar 1997    | Norbert Blüm                    | 15 Minuten um 21:30 Uhr                                                       |
| 24. Februar 1997   | Oskar Lafontaine                | 15 Minuten um 21:35 Uhr                                                       |
| 3. April 1997      | Helmut Kohl                     | 38 Minuten um 21:55 Uhr                                                       |
| 16. April 1997     | Gerhard Schröder                | 15 Minuten um 21:45 Uhr                                                       |
| 4. Juni 1997       | Wolfgang Gerhardt               | 15 Minuten um 21:45 Uhr                                                       |
| 2. Juli 1997       | Edmund Stoiber                  | 15 Minuten um 21:50 Uhr                                                       |
| 27. Januar 1998    | Karl Lehmann                    | 17 Minuten um 21:50 Uhr                                                       |
| 26. März 1998      | Joschka Fischer                 | 15 Minuten um 21:35 Uhr                                                       |
| 21. April 1998     | Helmut Kohl                     | 30 Minuten um 21:45 Uhr                                                       |
| 21. September 1998 | Gerhard Schröder                | 45 Minuten um 20:20 Uhr                                                       |
| 24. September 1998 | Helmut Kohl                     | 45 Minuten um 20:15 Uhr                                                       |
| 20. Oktober 1998   | Gerhard Schröder                | 31 Minuten um 21:35 Uhr                                                       |
| 24. November 1998  | Oskar Lafontaine                | 15 Minuten um 21:35 Uhr                                                       |
| 25. Januar 1999    | Dagmar Schipanski               | 15 Minuten um 21:30 Uhr                                                       |
| 3. Februar 1999    | Gerhard Schröder                | 30 Minuten um 21:45 Uhr                                                       |
| 23. Mai 1999       | Johannes Rau                    | 30 Minuten um 19:10 Uhr                                                       |
| 1. Juli 1999       | Jürgen Trittin                  | 15 Minuten um 21:40 Uhr                                                       |
| 10. Januar 2000    | Wolfgang Schäuble               | 15 Minuten um 21:00 Uhr                                                       |
| 4. Februar 2000    | Jörg Haider                     | 21 Minuten um 21:55 Uhr                                                       |
| 29. Februar 2000   | Friedrich Merz                  | 17 Minuten um 21:05 Uhr                                                       |
| 09. März 2000      | Rolf Breuer und Bernhard Walter | 15 Minuten um 21:35 Uhr                                                       |
| 10. April 2000     | Angela Merkel                   | 15 Minuten um 21:00 Uhr                                                       |
| 24. Mai 2000       | Jürgen Möllemann                | 15 Minuten um 23:00 Uhr                                                       |
| 23. Oktober 2000   | Angela Merkel                   | 15 Minuten um 21:40 Uhr                                                       |
| 21. Dezember 2000  | Andrea Fischer                  | 17 Minuten um 21:45 Uhr                                                       |
| 11. Januar 2002    | Edmund Stoiber                  | 21 Minuten um 20:15 Uhr                                                       |
| 27. November 2002  | Jürgen Möllemann                | 15 Minuten um 21:45 Uhr                                                       |
| 11. Dezember 2002  | Gerhard Schröder                | 17 Minuten um 20:15 Uhr                                                       |
| 29. April 2004     | Gesine Schwan                   | 15 Minuten um 22:15 Uhr                                                       |
| 23. Mai 2004       | Horst Köhler                    | 15 Minuten um 16:15 Uhr                                                       |
| 30. August 2004    | Gerhard Schröder                | 15 Minuten um 20:15 Uhr                                                       |
| 04. Juli 2005      | Franz Müntefering               | 15 Minuten um 20:15 Uhr                                                       |
| 11. Juli 2005      | Angela Merkel                   | 15 Minuten um 20:15 Uhr                                                       |
| 14. Juli 2005      | Oskar Lafontaine                | 15 Minuten um 20:15 Uhr                                                       |
| 30. August 2005    | Gerhard Schröder                | 15 Minuten um 20:15 Uhr                                                       |
| 01. September 2005 | Edmund Stoiber                  | 15 Minuten um 22:15 Uhr                                                       |
| 15. November 2005  | Matthias Platzeck               | 15 Minuten um 21:55 Uhr                                                       |
| 04. Juni 2008      | Gesine Schwan                   | 15 Minuten um 20:15 Uhr                                                       |
| 13. Oktober 2008   | Angela Merkel                   | 12 Minuten um 21:45 Uhr                                                       |
| 13. Januar 2009    | Angela Merkel                   | 15 Minuten um 20:15 Uhr                                                       |
| 23. Mai 2009       | Horst Köhler                    | 15 Minuten um 17:30 Uhr                                                       |
| 05. Oktober 2009   | Sigmar Gabriel                  | 15 Minuten um 20:15 Uhr                                                       |
| 03. Mai 2010       | Angela Merkel                   | 15 Minuten um 20:15 Uhr                                                       |
| 18. Mai 2010       | Wolfgang Schäuble               | 15 Minuten um 21:45 Uhr                                                       |
| 09. Juni 2010      | Christian Wulff                 | 15 Minuten um 21:45 Uhr                                                       |
| 11. Juni 2010      | Joachim Gauck                   | 15 Minuten um 21:45 Uhr                                                       |
| 01. Juli 2010      | Christian Wulff                 | 15 Minuten um 21:45 Uhr                                                       |
| 05. April 2011     | Philipp Rösler                  | 15 Minuten um 21:50 Uhr                                                       |
| 30. Mai 2011       | Norbert Röttgen                 | 15 Minuten um 20:15 Uhr                                                       |
| 29. Juni 2011      | Christian Wulff                 | 15 Minuten um 21:45 Uhr                                                       |
| 18. Oktober 2011   | Josef Ackermann                 | geplant 15 Minuten um 21:45 Uhr; Sendung abgesagt                             |
| 18. März 2012      | Joachim Gauck                   | 15 Minuten um 18:30 Uhr; innerhalb der Sendung Bericht aus Berlin             |
| 01. Oktober 2012   | Peer Steinbrück                 | 15 Minuten um 21:00 Uhr                                                       |
| 05. Juni 2013      | Thomas de Maizière              | 15 Minuten um 22:00 Uhr                                                       |
| 17. Dezember 2013  | Angela Merkel                   | 10 Minuten um 20:15 Uhr                                                       |
| 05. Februar 2015   | Wolfgang Schäuble               | 15 Minuten um 21:45 Uhr                                                       |
| 24. September 2015 | Wolfgang Schäuble               | 17 Minuten um 22:50 Uhr                                                       |
| 29. August 2016    | Frank-Walter Steinmeier         | 15 Minuten um 20:15 Uhr                                                       |
| 19. September 2016 | Sigmar Gabriel                  | 15 Minuten um 22:15 Uhr                                                       |
| 31. Oktober 2016   | Reiner Hoffmann                 | 15 Minuten um 22:45 Uhr                                                       |
| 14. Dezember 2016  | Horst Seehofer                  | 15 Minuten um 22:45 Uhr                                                       |
| 12. Februar 2017   | Frank-Walter Steinmeier         | 20 Minuten um 18:30 Uhr                                                       |
| 19. März 2017      | Martin Schulz                   | 20 Minuten um 18:30 Uhr                                                       |
| 15. Mai 2017       | Martin Schulz                   | 15 Minuten um 20:30 Uhr                                                       |
| 21. Juni 2017      | Ursula von der Leyen            | 15 Minuten um 22:00 Uhr                                                       |
| 14. März 2018      | Angela Merkel                   | 15 Minuten um 20:15 Uhr                                                       |
| 04. Juli 2018      | Angela Merkel                   | 15 Minuten um 20:15 Uhr                                                       |
| 07. Dezember 2018  | Annegret Kramp-Karrenbauer      | 15 Minuten um 22:00 Uhr                                                       |
| 04. Juni 2020      | Angela Merkel                   | 15 Minuten um 20:15 Uhr                                                       |
| 16. Januar 2021    | Armin Laschet                   | 15 Minuten um 20:15 Uhr                                                       |
| 02. Februar 2021   | Angela Merkel                   | 15 Minuten um 20:15 Uhr                                                       |
| 20. April 2021     | Armin Laschet                   | 15 Minuten um 20:15 Uhr                                                       |
| 10. Juni 2021      | Annalena Baerbock               | 15 Minuten um 20:15 Uhr                                                       |
| 14. Juni 2021      | Olaf Scholz                     | 15 Minuten um 20:15 Uhr                                                       |
| 08. Dezember 2021  | Olaf Scholz                     | 15 Minuten um 20:15 Uhr                                                       |
| 17. Dezember 2021  | Friedrich Merz                  | 15 Minuten um 20:15 Uhr                                                       |
| 28. Juni 2022      | Olaf Scholz                     | 15 Minuten um 20:15 Uhr                                                       |
| 13. Dezember 2023  | Olaf Scholz                     | 15 Minuten um 20:15 Uhr                                                       |
| 17. September 2024 | Friedrich Merz                  | 15 Minuten um 20:15 Uhr                                                       |
| 18. Februar 2025   | Alice Weidel                    | 15 Minuten um 20:15 Uhr                                                       |
| 19. Februar 2025   | Robert Habeck                   | 15 Minuten um 20:15 Uhr                                                       |
| 6. Mai 2025        | Friedrich Merz                  | geplant 15 Minuten um 20:15 Uhr; Sendung abgesagt, stattdessen ARD-Brennpunkt |